# Руські ворота (Анапа)
Руські ворота - збережена частина фортеці, збудованої в 1783 літу. Це головна пам'ятка історичного центру та візитівка Анапи. Поряд залишено дві гармати, як символ сили російської зброї. Руські ворота в Анапі є об'єктом культурної спадщини та пам'ятником військового зодчества XVIII століття. У 1995—96 роках сталася реставрація воріт. Всередині була встановлена стела, де покоїться прах загиблих воїнів Чорноморського війська, на якій зображено орден «За Кавказ». У центральній частині встановлено пам'ятний знак у вигляді плити з червоного мармуру з написом: «Воїнам, що полягли біля стіни Анапи».

## Історія
Молода держава, що з'явилася наприкінці XV століття, постійно вела битви за нові землі, що призвело до перетворення її на величезну імперію. В імперських устремліннях турецьких султанів було повне утвердження і панування на Чорному морі. Три століття землі Анапи не становили інтересу для Туреччини. Однак у 80-х роках XVIII століття султан Гамід наказав звести укріплення із семи бастіонів, з'єднаних прямими валами. Довжина фортечних стін становила 3.2 км, висота - 8 метрів. Перед фортечною стіною був виритий рів глибиною до 4 м. Назва нової фортеці пов'язана з місцем розташування, що в перекладі означає «крутий обрив».
Турецька фортеця «Анапа» тривалий час перебувала під контролем Османської імперії, стримуючи натиск Російської армії і флоту, які звільняли Крим від турецького ярма. Російській армії знадобилося п'ять спроб, перш ніж вона змогла захопити турецьку фортецю, перша визвольна операція відбулася 1807 року. Потім турки знову відвоювали її. Під час війни фортечні споруди було зруйновано. Залишки турецької фортеці «Анапа» перейшли у володіння Російської імперії 1828 року.
До наших днів збереглися східні ворота, названі «Російськими» 1854 року, на честь 25-річчя визволення Анапи. Від цих воріт кріпосна стіна тягнулася в бік моря, досягала набережної, далі в районі морського порту піднімалася високим берегом до Маяка і проходила, звертаючи майже під прямим кутом на вул. Кріпосну, де зараз розташована «Родина» - центр народної культури, і поверталася до воріт. Сьогодні Руські ворота є одним із входів до центрального парку «30-річчя Перемоги». Поруч розташований Анапський краєзнавчий музей «Горгіппія», де можна побачити залишки стародавніх будівель.